# Hymenophyllum quetrihuense
Hymenophyllum quetrihuense är en hinnbräkenväxtart som beskrevs av Diem och de Licht. Hymenophyllum quetrihuense ingår i släktet Hymenophyllum och familjen Hymenophyllaceae. Inga underarter finns listade.